# Bad Hofgastein
Bad Hofgastein (do 1936 Hofgastein) – uzdrowiskowa gmina targowa w Austrii, położona w kraju związkowym Salzburg, w powiecie St. Johann im Pongau. Liczy 6786 mieszkańców (1 stycznia 2015).

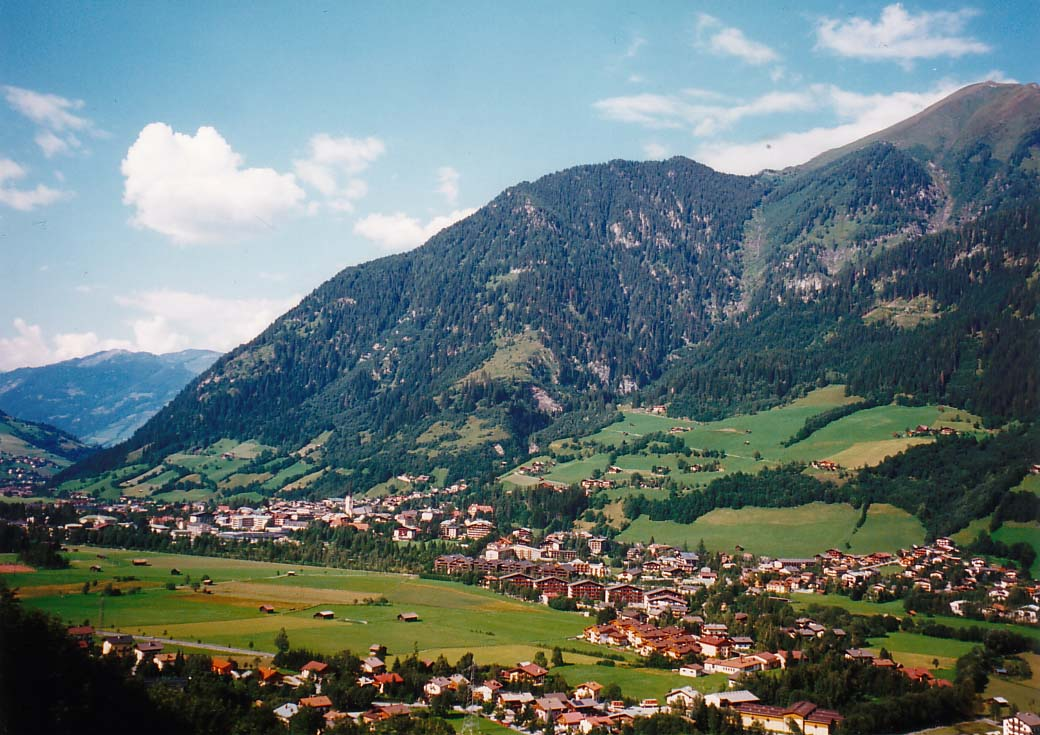
Widok na miejscowość od strony osiedla Anger am Angertal w kierunku północnym. W przedniej części położone osiedle Hundsdorf; na drugim planie główna część miejscowości